# Inanna Corona
L'Inanna Corona è una struttura geologica della superficie di Venere.